# 久爾辛王
久爾辛王（？—427年）百濟第19代國王。420年至427年在位。
據《宋書·百濟傳》記載，自425年（元嘉2年）起，百濟每年都向南朝宋朝貢。430年（元嘉7年），南朝宋授予他「使持節、都督、百濟諸軍事、鎮東大將軍、百濟王」的爵號。
關於他的其他事跡，歷史記載欠詳。

## 家庭
- 父親 : 腆支王
- 母親 : 八須夫人
  - 子 : 毗有王

| 前任： 腆支王 | 百濟國王 420年—427年 | 繼任： 毗有王 |